# Містер Олімпія 2018
Турнір «Містер Олімпія 2018» — це змагання з професійного бодібілдингу IFBB, яке відбулося 14–15 вересня 2018 року у Лас-Вегасі, штат Невада, США. Конкурс став 55-тим за рахунком. 
12 вересня 2018 року на Орлеан-Арені відбулася прес-конференція. 15 вересня 2018 року в Las Vegas Convention Center вранці відбулися фінали серед Men's Physique Olympia та Women Physique Olympia. Вночі на Орлеан-Арені відбулися фінали Bikini Olympia, 212 Olympia та Mr. Olympia. 
Шон Роден завоював свій перший титул, перемігши семикратного чемпіона Філа Хіта. Роден, у віці 43 років і 5 місяців, став найстарішим культуристом, який коли-небудь вигравав турнір.

## Результати
| Місце | Нагорода  | Ім'я             | Суддівство | Фінал | Загалом |
| ----- | --------- | ---------------- | ---------- | ----- | ------- |
| 1     | 400 000 $ | Шон Роден        | 7          | 6     | 13      |
| 2     | 150 000 $ | Філ Хіт          | 8          | 9     | 17      |
| 3     | 100 000 $ | Роллі Вінклаар   | 12         | 15    | 27      |
| 4     | 55 000 $  | Вільям Бонак     | 20         | 20    | 40      |
| 5     | 45 000 $  | Брендон Каррі    | 30         | 26    | 56      |
| 6     | 35 000 $  | Мамду Елссбай    | 29         | 29    | 58      |
| 7     | 25 000 $  | Декстер Джексон  | 34         | 36    | 70      |
| 8     | 20000 $   | Натан Де Аша     | 31         | 41    | 72      |
| 9     | 18 000 $  | Седрік Макміллан | 45         | 44    | 89      |
| 10    | 16 000 $  | Стів Кукло       | 50         | 50    | 100     |
| 11    |           | Алексіс Рівера   | 55         |       | 55      |
| 12    |           | Лукаш Осладіл    | 62         |       | 62      |
| 13    |           | Чарльз Гріффен   | 63         |       | 63      |
| 14    |           | Ян Вальєр        | 72         |       | 72      |
| 15    |           | Майкл Локетт     | 74         |       | 74      |

## Результати в інших категоріях
- Флекс Льюіс виграв свій 7-й поспіль титул 212 Olympia, а потім оголосив про завершення змагань в цій категорії
- Анджеліка Тейшейра - чемпіонка в категорії Bikini Olympia.
- Брендон Хендріксон виграв титул Men's Physique Olympia.
- Шеніка Грант здобула перемогу у Women's Physique Olympia.
- Бреон Енслі вдруге виграв в категорії Classic Physique.
- Вітні Джонс завоювала титул Fitness Olympia.
- Кідні Гіллон вдруге поспіль виграла титул Figure Olympia.